# OOCL S-Klasse
Die Schiffe der OOCL S-Klasse sind Containerschiffe der Reederei Orient Overseas Container Line (OOCL).

## Geschichte

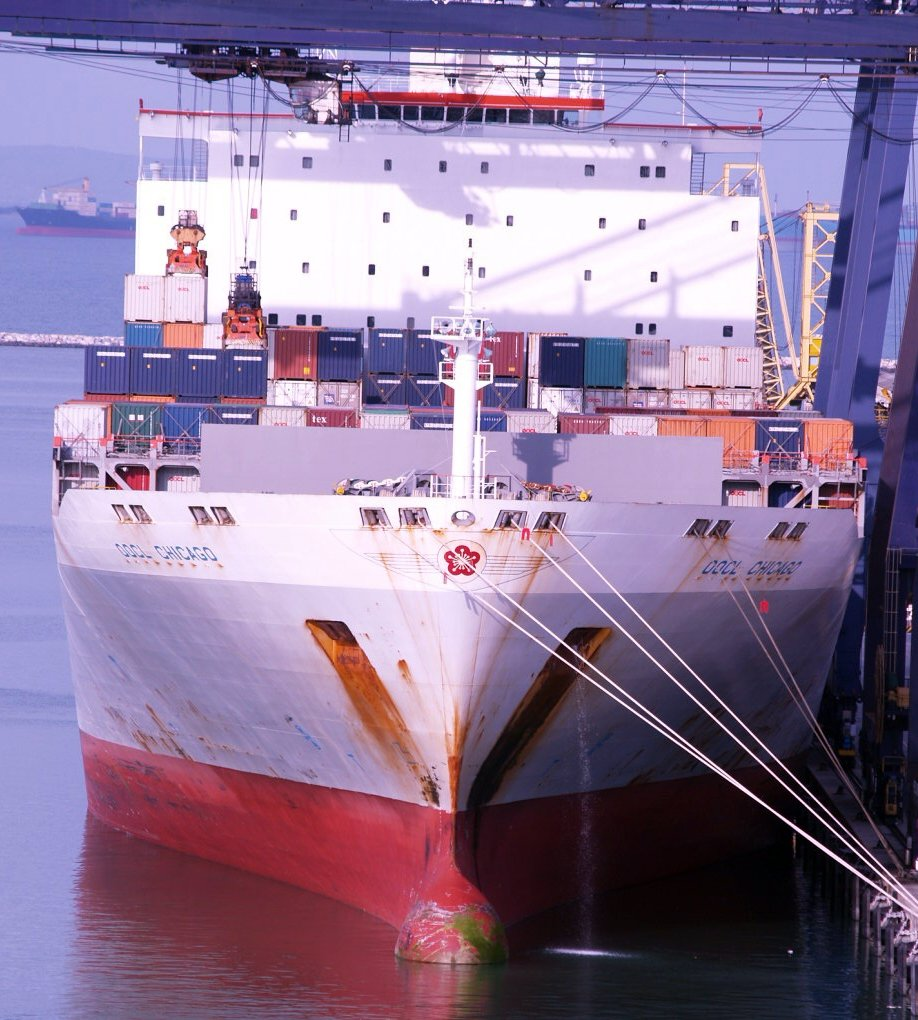
Vorderansicht der OOCL Chicago

Die Schiffsklasse besteht aus sechs Schiffen dreier verschiedener Baureihen, die in den Jahren 1995 bis 1999 gebaut wurden. Die beiden ältesten und kleinsten Schiffe stammen von der Mitsubishi-Werft in Nagasaki, die mittleren beiden Schiffe wurden bei China Shipbuilding Company in Kaohsiung erstellt. Die letzten und größten beiden Schiffe wurden von der südkoreanischen Werft Samsung Heavy Industries in Koje abgeliefert und zählen zur Baureihe der Samsung 5500-Klasse. Auftraggeber der Baureihe war die in Hongkong ansässige Orient Overseas Container Line, bei der die Schiffe bis heute in Fahrt sind. Alle sechs Schiffe der Klasse wurden im Liniendienst zwischen Europa und Ostasien eingesetzt.

## Technik
Die S-Klasse-Schiffe zählen zu den Post-Panamax-Containerschiffen und verfügen über eine Stellplatzkapazität von 5344 bis 5770 TEU. Die Schiffsaufbauten sind etwa auf vier Fünftel der Länge achtern angeordnet. Die Maschinenanlage mit einem Zweitakt-Diesel-Hauptmotor, der direkt auf einen Festpropeller wirkt, befindet sich unter dem Deckshaus.

## Die Schiffe
| OOCL S-Klasse                | OOCL S-Klasse | OOCL S-Klasse             | OOCL S-Klasse | OOCL S-Klasse                       | OOCL S-Klasse            | OOCL S-Klasse                                        |
| Schiffsname                  | TEU           | Bauwerft/Baunummer        | IMO-Nummer    | Kiellegung Stapellauf Ablieferung   | Auftraggeber             | Umbenennungen und Verbleib                           |
| ---------------------------- | ------------- | ------------------------- | ------------- | ----------------------------------- | ------------------------ | ---------------------------------------------------- |
| OOCL California              | 5344          | Mitsubishi, Nagasaki/2098 | 9102289       | 19. Dezember 1994 - 29. August 1995 | OOCL, Hong Kong          | so in Fahrt                                          |
| OOCL America                 | 5344          | Mitsubishi, Nagasaki/2099 | 9102291       | 3. April 1995 - 28. November 1995   | OOCL, Hong Kong          | so in Fahrt                                          |
| E.R. Hong Kong               | 5770          | Samsung, Geoje/1291       | 9198109       | - Dezember 1999                     | E.R. Schiffahrt, Hamburg | 1999 OOCL New York; im Februar 2012 an OOCL verkauft |
| E.R. Shanghai                | 5770          | Samsung, Geoje/1292       | 9198111       | - Dezember 1999                     | E.R. Schiffahrt, Hamburg | 1999 OOCL Shanghai; im Februar 2012 an OOCL verkauft |
| OOCL San Francisco           | 5714          | CSBC, Kaohsiung/788       | 9199268       | 3. Januar 2000 - 15. September 2000 | OOCL, Hong Kong          | so in Fahrt                                          |
| OOCL Chicago                 | 5714          | CSBC, Kaohsiung/789       | 9199270       | 6. März 2000 - 27. Oktober 2000     | OOCL, Hong Kong          | so in Fahrt                                          |
| Daten: Equasis, grosstonnage |               |                           |               |                                     |                          |                                                      |